# Стеван Тодоровић (песник)
Стеван Тодоровић (Шабац, 4. децембар 1954) песник.

## Биографија
Поезију објављује од 1977. године у многим листовима и часописима. Заступљен у заједничким збиркама поезије Књижевног клуба, зборнику поезије Посавска лира, Омладинским новинама итд. Објавио је три самосталне књиге песама: Сањах како птица сања, Будућност великог орла и Поднебесје.
Стихови овог аутора налазе се у Антологији поезије Шапчана и Подринаца.
Учесник је бројних књижевних сусрета на готово свим просторима бивше Југославије.
Члан је Завичајног удружења књижевних стваралаца Шапца.